# Fiat 621
Il Fiat 621 fu uno dei primi autocarri prodotti dalla Fiat V.I.. Venne presentato nel 1929.

## Storia
Con una portata media di 2,5 t - il Fiat 621 conoscerà un successo mai uguagliato. Verrà infatti fabbricato non soltanto in Italia, ma anche in Polonia e Russia in quasi 50.000 esemplari in varie versioni fra cui una elettrica, a gasogeno e anche semicingolata dotato di un motore Fiat benzina 6 cilindri di 2516 cm³ e 45 cv con valvole laterali.
Il Fiat 621 sarà il primo autocarro venduto con una cabina chiusa. Poco dopo appare il Fiat 621P, il primo autocarro a 3 assi con una portata di 3500 kg. Molte altre versioni seguirono fino al 1939. Sarà il primo autocarro ad essere regolarmente importato in Francia.

## Caratteristiche tecniche del Fiat 621L del 1930
- Motore Fiat 122A
- 6 cilindri benzina di 2516 cm³ - 45 CV
- velocità max: 56 km/h
- PTT: 4,8 t - peso a vuoto: 2,96 t
- autonomia: 400 km su strada, 340 km in fuoristrada.

## Le fabbricazioni estere

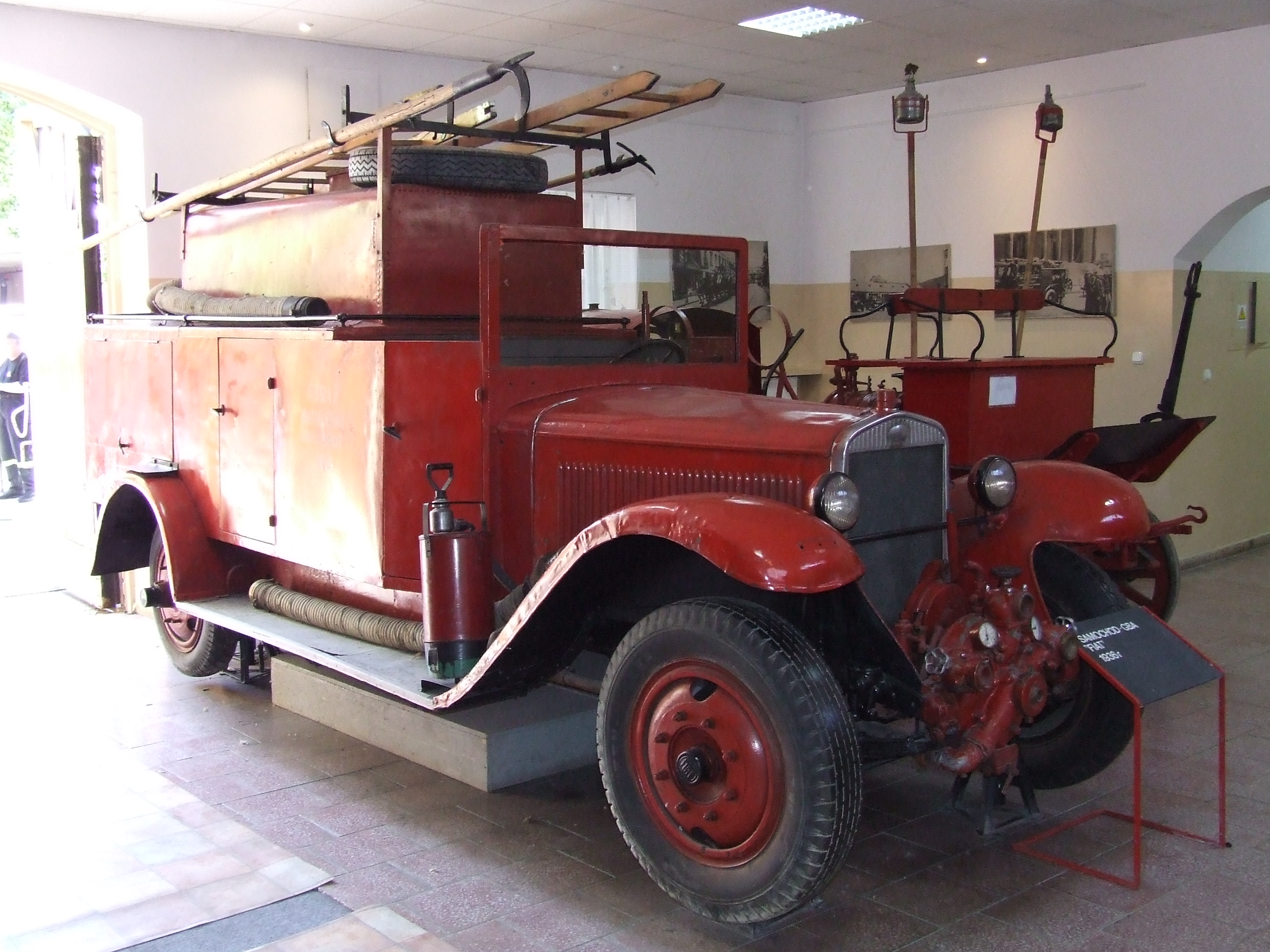
Polski Fiat 621 con allestimento antincendio.

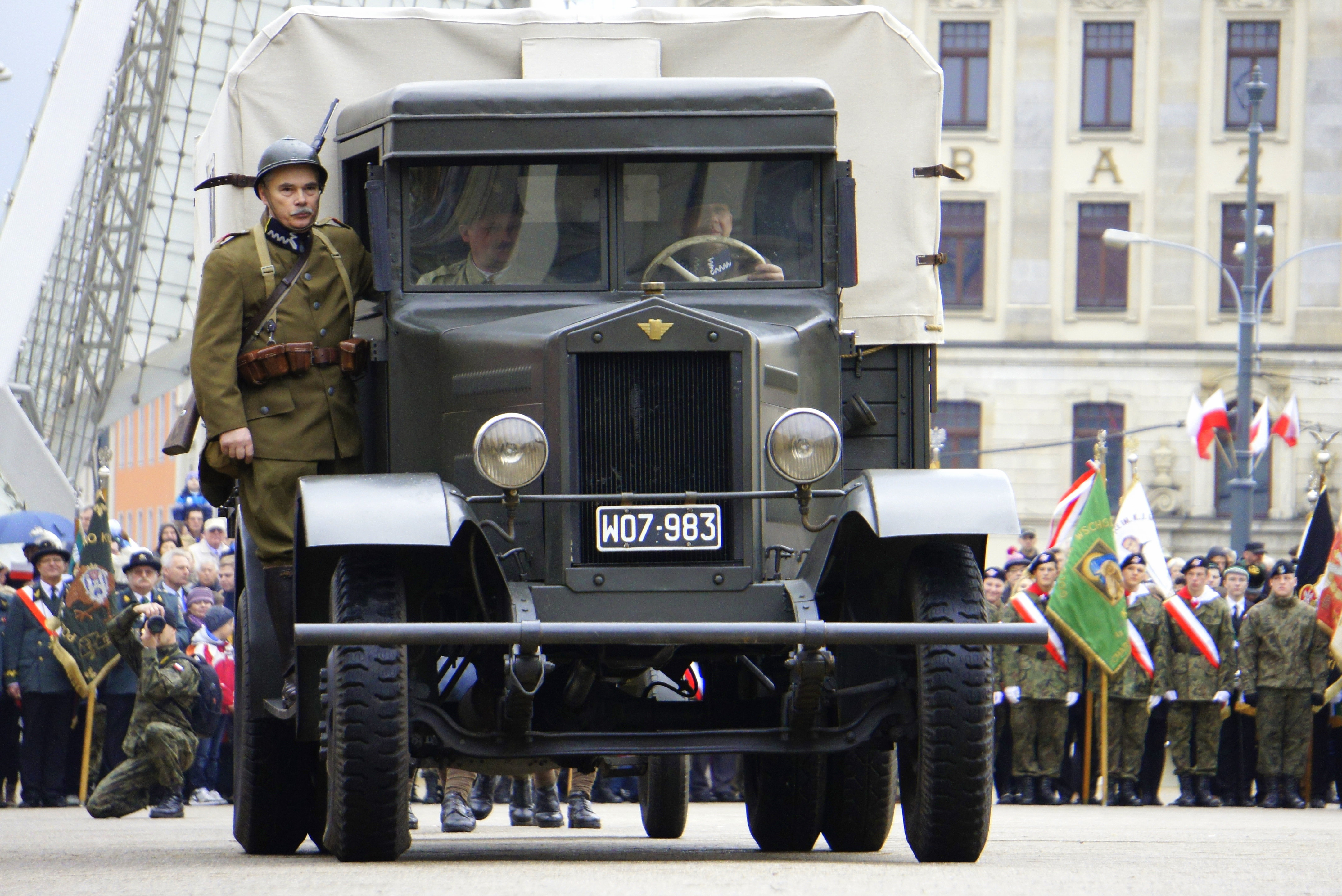
Polski Fiat 621L

Oltre che in Italia dove verrà fabbricato tra il 1929 ed il 1939, il Fiat 621 è stato prodotto in altri paesi, presso fabbriche Fiat:
- Polonia: dalla Polski Fiat di Varsavia, tra il 1935 ed il 1939, data in cui le forze armate tedesche requisirono la fabbrica. Il Polski Fiat 621 sarà il camion di base delle forze armate polacche prima della seconda guerra mondiale. Ne furono fabbricati più di 9.500 esemplari. Ne venne anche prodotta la versione 621 PN in combinazione 6x2, con i due assi posteriori semplici e la versione semicingolata wz. 34.
- Russia: una nuova fabbrica fu appositamente edificata nei pressi di Mosca per la fabbricazione dell'autocarro Fiat. Si hanno poche informazioni affidabili sul volume realmente prodotto.

## Le varie versioni italiane

Fiat 621 P.

| Modello         | Tipo                                | Anni di produzione | Tipo motore | Cilindrata cc | Potenza cv | P.T.T. in t. |
| --------------- | ----------------------------------- | ------------------ | ----------- | ------------- | ---------- | ------------ |
| 621             | Camion, Autotelaio                  | 1929 - 1931        | 121         | 2516          | 45         | 4,445        |
| 621L            | Camion, Autotelaio                  | 1930 - 1935        | 122 A       | 2516          | 45         | 4,796        |
| 621P (6x2)      | Camion, Autotelaio - 3 assi         | 1930 - 1934        | 122 A       | 2516          | 45         | 6,400        |
| 621N & PN (6x2) | primo camion Fiat con motore diesel | 1929 - 1931        | 324         | 4580          | 53         | 5,800        |
| 621N            | Camion, Autotelaio                  | 1934 - 1939        | 324         | 4580          | 53         | 5,800        |
| 621PN (6x2)     | Camion, Autotelaio                  | 1934 - 1939        | 324         | 4580          | 53         | 7,360        |
| 621E            | Motore elettrico                    | 1938 - 1939        |             |               |            |              |
| 621RG           | Gassogeno                           | 1938 - 1939        |             |               |            |              |